# Kristian Kuhn
Kristian Kuhn (* 26. August 1987 in Seeheim-Jugenheim) ist ein deutscher Basketballspieler. Kuhn wurde nach Studienaufenthalt in den Vereinigten Staaten professioneller Spieler und war insbesondere für Mannschaften in der deutschen 2. Basketball-Bundesliga aktiv. In der Basketball-Bundesliga 2014/15 spielte Kuhn auch in der höchsten Spielklasse für den Erstligisten Mitteldeutscher BC.

## Karriere
Ähnlich wie der vier Jahre ältere Johannes Herber und der ebenfalls in Seeheim-Jugenheim geborene, zwei Jahre jüngere Robin Benzing, die es beide später zu Nationalspielern und deutschen Meisterschaften bei den Herren brachten, wechselte Kuhn vom SC Bergstraße zum ehemaligen Erstligisten TV Langen und spielte hier in der Saison 2006/07 zunächst in der Regionalliga-Reservemannschaft. Von hier aus schloss Kuhn einen Studienaufenthalt an in den Vereinigten Staaten analog zum Werdegang von Herber. Allerdings bekam Kuhn zunächst keinen Studienplatz an einem renommierten College der Division I der NCAA, der oftmals auch Voraussetzung ist für den Karrierestart von professionellen Basketballspielern, sondern musste sich zunächst die akademischen Voraussetzungen an einem Junior College verdienen. Am Trinity Valley Community College in Athens (Texas), das mehr für die Ausbildung von Profis im American Football bekannt ist, spielte Kuhn für die Hochschulmannschaft Cardinal in der National Junior Collegiate Athletic Association (NJCAA). Nach Shawn Kemp und Nick Van Exel hatte allerdings auch der spätere polnische National-Centerspieler Adam Hrycaniuk zwei Jahre zuvor versucht, sich von dort aus für einen Studienplatz in der NCAA zu empfehlen. Auch Kuhn gelang dies und er bekam 2008 ein Stipendium der Northern Arizona University in Flagstaff, wo er für die Hochschulmannschaft Lumberjacks in der Big Sky Conference spielte. Hier kam er jedoch nur auf sechs kurzminütige Einsätze bis Jahresende 2008, bevor er seinen Studienaufenthalt abbrach und nach Deutschland zum TV Langen zurückkehrte.
Nachdem Kuhn zum Saisonende der ProA 2008/09 noch zwei Kurzeinsätze für die erste Mannschaft des TV Langen in der zweithöchsten Spielklasse gehabt hatte, wechselte Kuhn zur folgenden Saison eine Spielklasse tiefer in die ProB 2009/10 zur Spielgemeinschaft der TSG Ehingen und der Urspringschule. Nach einem vierten Platz 2010 erreichte er mit der Mannschaft aus Ehingen in den neu eingeführten Play-offs die Meisterschaft 2011 dieser Spielklasse und den Aufstieg in die zweithöchste Spielklasse ProA. Dabei schlug man in der Viertelfinalserie Kuhns ehemalige Mannschaft, die zuvor abgestiegenen Langener. Kuhn selbst blieb jedoch nicht in Ehingen, sondern wechselte zum neuen Ligakonkurrenten BasCats aus Cuxhaven an die Nordseeküste. Die BasCats kamen jedoch in der ProA 2011/12 hinter Aufsteiger Ehingen nur auf den 13. Tabellenplatz. Nach einer Verletzung am Knie war Kuhn nur auf zwölf Einsätze für die BasCats gekommen und er wechselte nach Heidelberg zum Altmeister USC, die als MLP Academics zwar auf dem zehnten Platz vor den Ehingern sich platzierten, aber auch den Einzug in die Play-offs um den Aufstieg verpasst hatten. In Heidelberg zeigte sich Kuhn in der ProA 2012/13 sehr beständig und in durchschnittlich 20 Minuten Einsatzzeit pro Spiel erzielte er knapp neun Punkte und holte sechs Rebounds. Trotzdem verpasste die Mannschaft hinter den Ehingern auf dem neunten Platz wiederum um einen Sieg den Einzug in die Play-offs. Kuhn zog weiter und wechselte nach Thüringen, wo mit dem ehemaligen Erstligisten Science City aus Jena in der ProA 2013/14 diesmal in den Play-offs um den Aufstieg vertreten war. Hier verlor man als Hauptrundenfünfter in der ersten Runde knapp in fünf Spielen die Play-off-Serie gegen den vormaligen Erstliga-Absteiger Gießen 46ers.
Zur Saison 2014/15 blieb Kuhn in der Region, in der sein Vater geboren worden war, wechselte aber eine Spielklasse höher zum Mitteldeutschen BC nach Weißenfels. In der höchsten deutschen Spielklasse kam er in 25 Saisoneinsätzen jedoch nur auf eine durchschnittliche Einsatzzeit von gut fünf Minuten pro Spiel. Sein bestes Spiel absolvierte er dabei zu Saisonbeginn Anfang November 2014 ausgerechnet gegen den späteren deutschen Meister Brose Baskets, wo er in knapp zehn Minuten zehn Punkte und sieben Rebounds erzielte. Dem besten Saisonstart des MBC in der höchsten deutschen Spielklasse folgte jedoch eine Niederlagenserie, die die Mannschaft beinahe noch in Abstiegsgefahr gebracht hätte und man beendete die Basketball-Bundesliga 2014/15 schließlich auf dem zwölften Tabellenplatz. Nach abnehmenden Einsatzzeiten strebte Kuhn aber auch aus privaten Gründen seinen Abschied an und er wechselte zur folgenden Saison zurück an den Neckar zu den MLP Academics in die ProA 2015/16. Nachdem die Heidelberger auf dem zehnten Platz der Abschlusstabelle ein weiteres Mal eine Play-off-Platzierung verpasst hatten, wechselte Kuhn zur ProB 2016/17 eine Klasse tiefer zu den ScanPlus Baskets Elchingen, die in den 1990er Jahren bereits einmal erstklassig gespielt hatten.
Im Spieljahr 2017/18 wurde Kuhn mit den Elchingern, die schon vor dem Finale erklärt hatten, keine ProA-Lizenz beantragt zu haben, Meister der 2. Bundesliga ProB. Er trug zu dem Erfolg in 31 Einsätzen im Schnitt 11,3 Punkte und 6,6 Rebounds bei. Mit Elchingen wurde er in der ProB-Süd Meister der wegen der Ausbreitung des Coronavirus SARS-CoV-2 Mitte März 2020 vorzeitig beendeten Saison 2019/20. 2020 wechselte er innerhalb der 2. Bundesliga ProB zum RSV Eintracht Stahnsdorf nach Brandenburg. Dort kam er zu zehn Einsätzen, ehe er aufgrund einer Krankheit ausfiel.